# بيلا فون كيهرلينج
بيلا فون كيهرلينج (بالمجرية: Kehrling Béla)‏ مواليد 25 يناير 1891 في بوبراد، الامبراطورية النمساوية المجرية - الوفاة 26 أبريل 1937 في بودابست، كان لاعب كرة مضرب مجري بدأ مسيرته كمحترف سنة 1910 وكان يلعب باليد اليمنى، اعتزل اللعب في 1933. أعلى تصنيف له في الفردي كان المركز الـ 10 في سنة 1929. سبق أن شارك في دورة الألعاب الأولمبية الصيفية.

## روابط خارجية
- بيلا فون كيهرلينج على موقع ناشيونال فوتبول تيمز (الإنجليزية)
- بيلا فون كيهرلينج على موقع EliteProspects.com (الإنجليزية)
- بيلا فون كيهرلينج على موقع رابطة محترفي التنس (الإنجليزية)
- بيلا فون كيهرلينج على موقع الاتحاد الدولي لكرة المضرب (الإنجليزية)
- بيلا فون كيهرلينج على موقع كأس ديفيز (الإنجليزية)
- بيلا فون كيهرلينج على موقع أرشيف التنس.كوم (الإنجليزية)
- بيلا فون كيهرلينج على موقع بطولة ويمبلدون (الإنجليزية)
- بيلا فون كيهرلينج على موقع خلاصة التنس.كوم (الإنجليزية)
- بيلا فون كيهرلينج على موقع اللجنة الأولمبية الدولية (الإنجليزية)
- بيلا فون كيهرلينج على موقع أوليمبيديا (الإنجليزية)